# ヴェスポラーテ
ヴェスポラーテ（伊: Vespolate）は、イタリア共和国ピエモンテ州ノヴァーラ県にある、人口約2,000人の基礎自治体（コムーネ）。

## 地理

### 位置・広がり
| 隣接するコムーネは以下の通り。括弧内のPVはパヴィーア県所属を示す。 - ボルゴラヴェッツァーロ - コンフィエンツァ (PV) - グラノッツォ・コン・モンティチェッロ - ニッビオーラ - ロッビオ (PV) - テルドッビアーテ - トルナコ |